# کالاته
کالاته (به لهستانی:  Kalaty) یک روستا در لهستان است که در گمینا ستوچک واقع شده‌است.